# Ronald Kenneth Noble

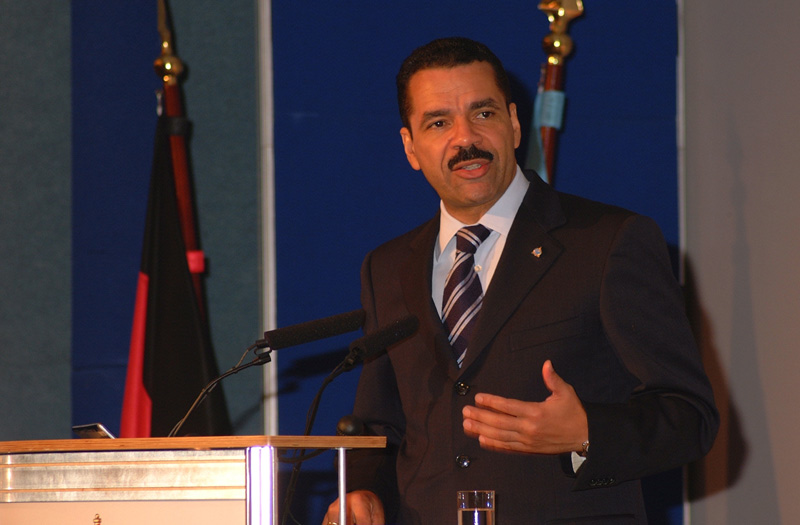
Ronald K. Noble

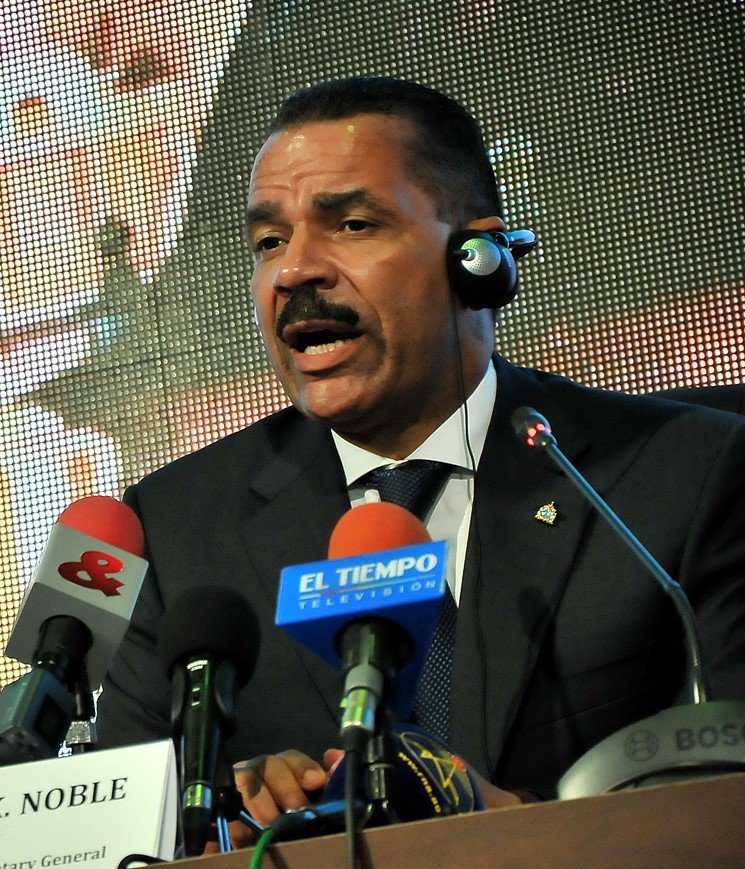
Ronald Noble 2013

Ronald Kenneth Noble (* 1957 in Fort Dix, New Jersey) ist ein US-amerikanischer Staatsanwalt und ehemaliger Generalsekretär der Internationalen kriminalpolizeilichen Organisation (Interpol). Sein Nachfolger ist Jürgen Stock.

## Leben

### Ausbildung
Ronald Noble, dessen Mutter aus Deutschland stammt, machte 1979 seinen Bachelor-Abschluss an der University of New Hampshire. Danach erwarb er 1982 den Juris Doctor an der Law School der Stanford University.

### Karriere
Von 1982 bis 1984 war Noble als wissenschaftliche Hilfskraft für A. Leon Higginbotham, Richter am Bundesberufungsgericht für den dritten Gerichtskreis, tätig. Danach fungierte er bis 1988 als stellvertretender Bundesstaatsanwalt für den östlichen Distrikt von Pennsylvania.
Ab 1988 war Noble als Dozent an der School of Law der New York University beschäftigt. Während dieser Zeit übte er bereits verschiedene Ämter im US-Justizministerium aus.
Schließlich wurde er 1994 zum Staatssekretär für den Strafvollzug (Under Secretary of the Treasury for Enforcement) im US-Finanzministerium ernannt. In dieser Funktion beaufsichtigte er unter anderem die Arbeit des Secret Service, des Office of Foreign Assets Control und des Bureau of Alcohol, Tobacco, Firearms and Explosives sowie das Federal Law Enforcement Training Center.
Auf der im Jahr 2000 in Rhodos (Griechenland) stattgefundenen 69. Generalversammlung der internationalen Polizeiorganisation IKPO-Interpol wurde Noble zum Generalsekretär gewählt. Im Jahr 2005 wurde er auf der 74. Generalversammlung in Berlin einstimmig in seinem Amt bestätigt.